# Дзонгсар

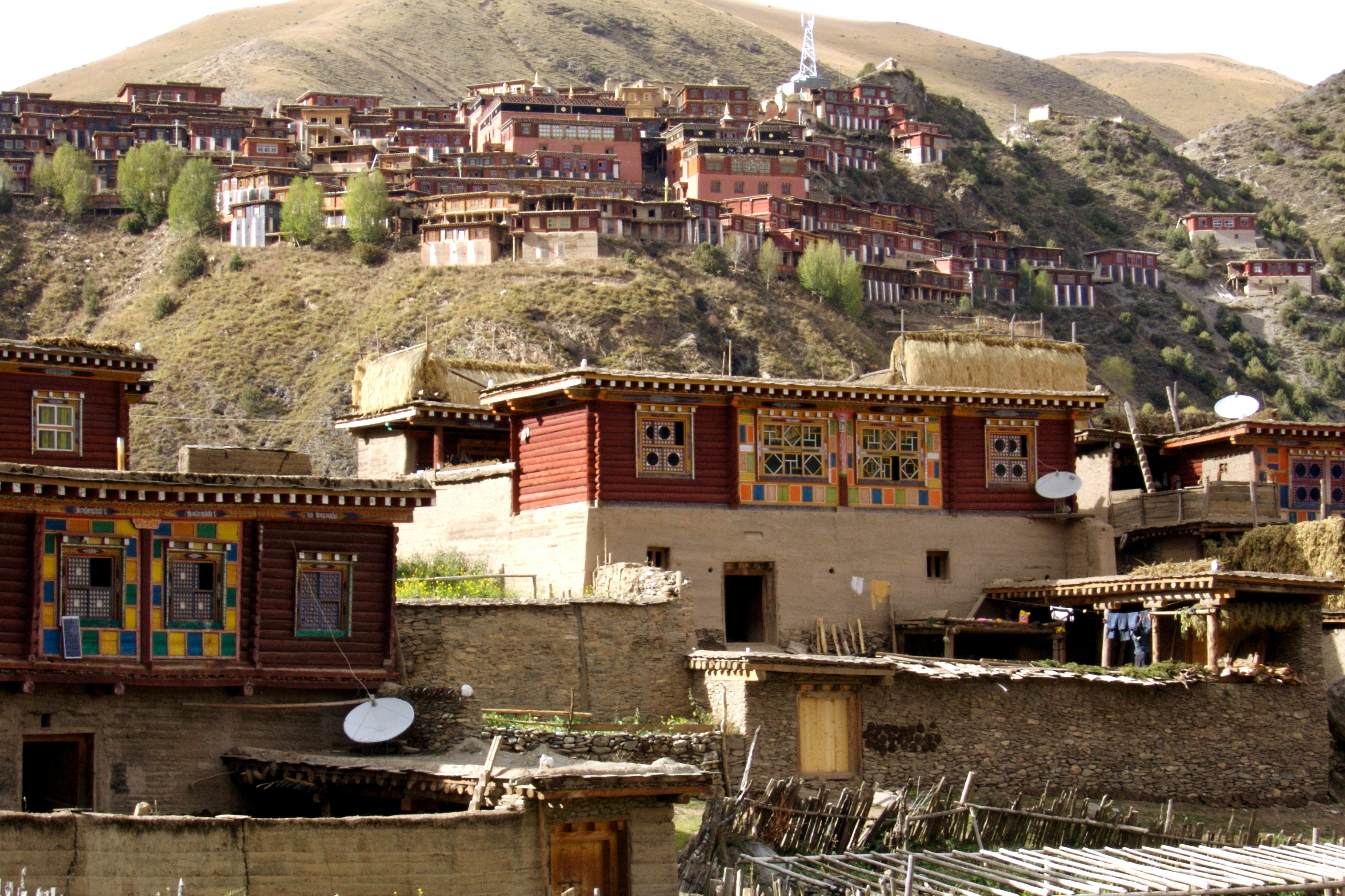
Дзонгсар

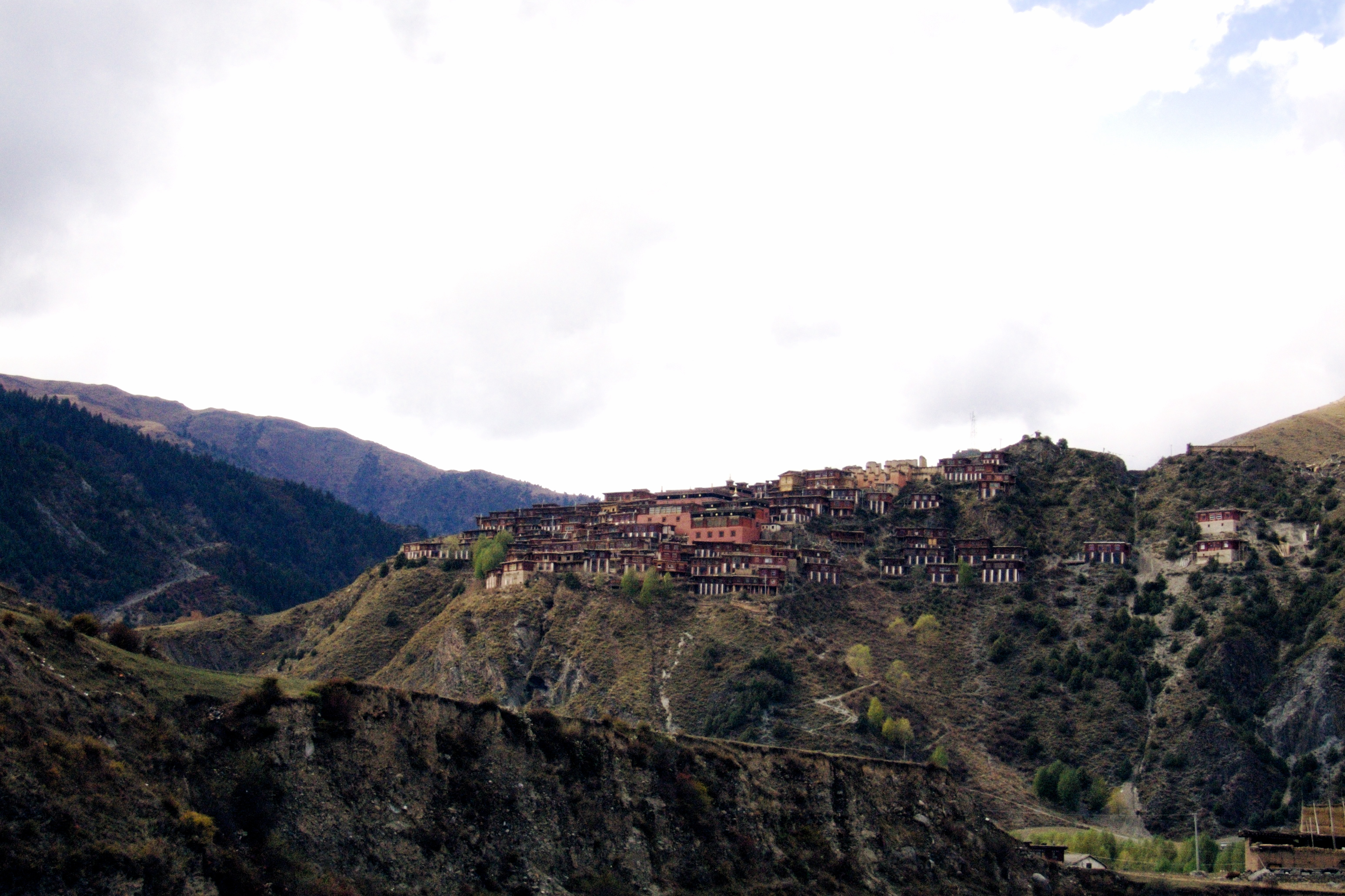
Холм с монастырём Дзонгсар

Дзонгсар (тиб. རྫོང་གསར་དགོན་པ་) — тибетский буддийский монастырь школы Сакья, расположенный в уезде Деге в Гардзе-Тибетском автономном округе провинции Сычуань  в Китае, в труднодоступном месте, удалённом от крупных автомагистралей. К монастырю проведена грунтовая автомобильная дорога с юга, вверх по реке Начу, открытая лишь часть года.
Монастырь является основным местопребыванием тулку линии Кхьенце.

## История
Монастырь был основан Чогьялом Пакпа после его возвращения из Китая в 1275 году. Раньше на этом месте находились храм, принадлежавший сначала школе Ньингма, а затем Кадам, который в свою очередь был построен на месте древнего святилища Бон. До 1958 года в монастыре находилось от 300 до 500 монахов, а вся окружающая территория заполнялась палатками каждый раз, когда Джамьянг Кхьенце Вангпо или Джамьянг Кхьенце Чокьи Лодро находились в монастыре. Люди жили в них по нескольку дней и даже месяцев, в надежде на аудиенцию этих великих мастеров. Все храмы были разрушены в 1958 году, но в 1983 году их начали отстраивать заново под руководством д-ра Лодро Пунцок.

## Современное состояние
Нынешним настоятелем монастыря является Дзонгсар Кхьенце Ринпоче. При монастыре обучается 250 монахов.